# Dẽ gà
Dẽ gà (tên khoa học Scolopax rusticola) là một loài chim trong họ Scolopacidae.
Loài chim này được tìm thấy trong khu vực khí hậu ôn đới và cận Bắc Cực lục địa Á-Âu. Chúng có khả năng ngụy trang phù hợp với môi trường sống trong rừng, với trên lưng màu nâu đỏ và phần dưới màu da bò. Đôi mắt của chúng được đặt ở gần đỉnh đầu nên chúng có thể quan sát được góc 360 độ. Việt Nam chúng được thấy ở các khu vực từ vùng núi đến đồng bằng những khu vực đất ẩm con cái trọng lượng trung từ 300g đến 350g đối với cái con đực thường đi ăn một mình có trọng lượng khoảng 400g đến 700g

## Hình ảnh
- Tập tin:Stamps of Germany (BRD) Jugendmarke 1965 10 Pf.jpg

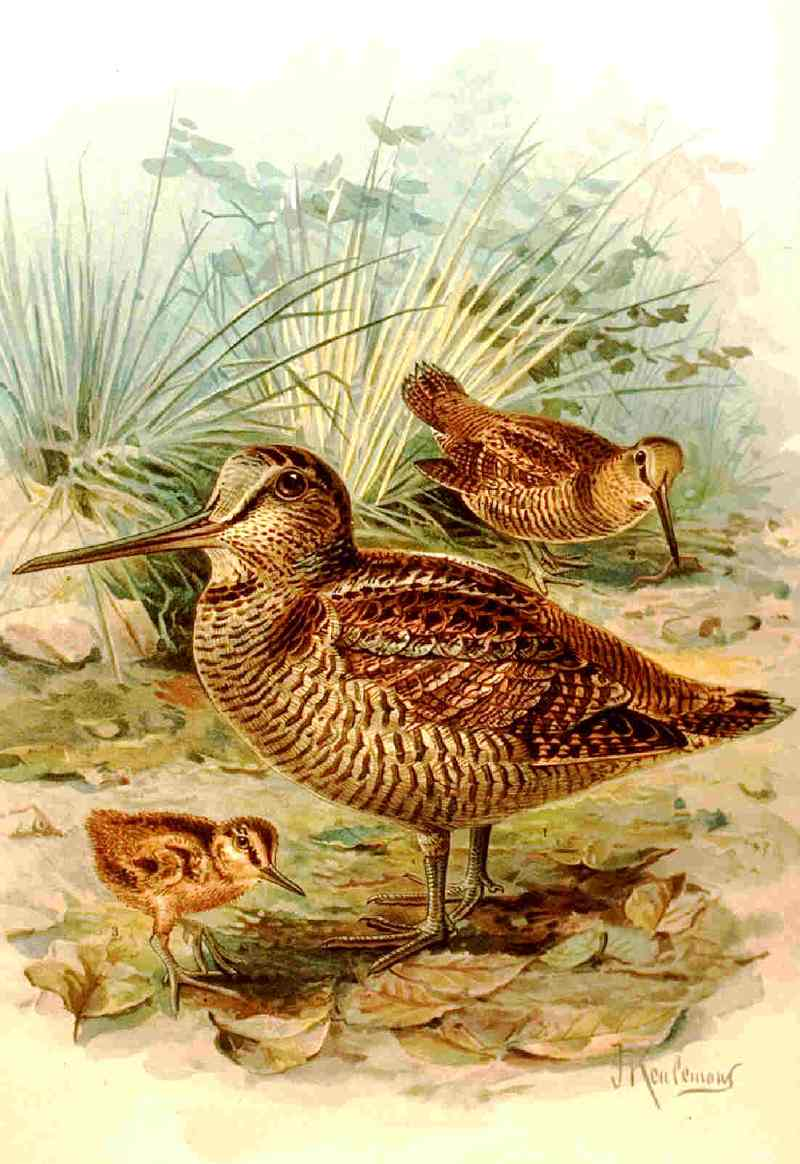
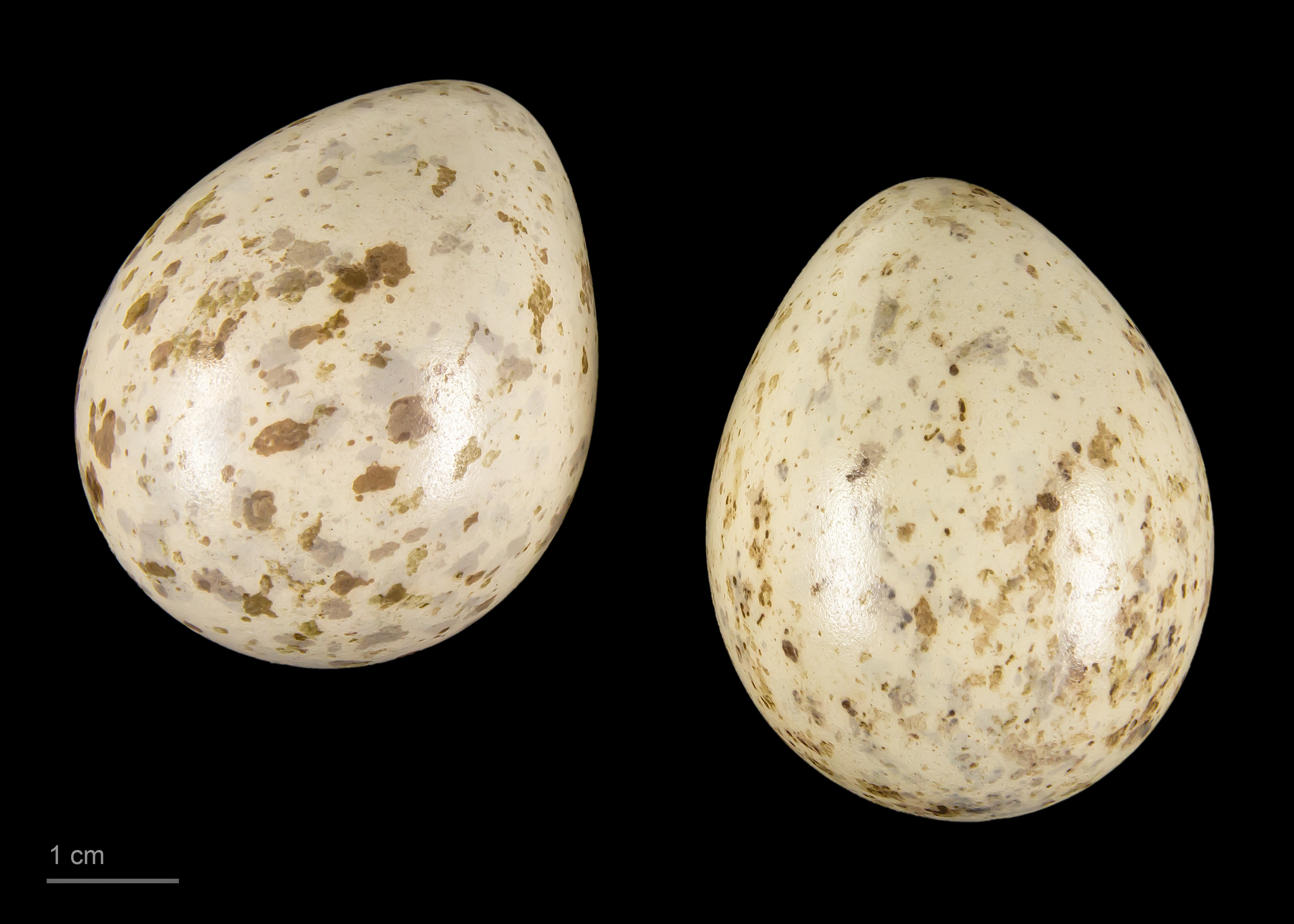
Museum specimen